# Pang Ho-cheung
Edmund Pang Ho-cheung (彭浩翔) és un director de cinema, guionista, productor i novel·lista de Hong Kong.

## Primers anys
Pang va néixer a Hong Kong el 1973. Als 15 anys, va començar a utilitzar una càmera de vídeo per dirigir curtmetratges amb el seu germà gran.
Després de graduar-se a l'escola secundària, va estudiar a l'estranger a Taiwan durant mig any, abans de tornar a Hong Kong, on va treballar per a Hong Kong Asian Television Limited com a guionista d'espectacles de gag. Més tard va escriure la seva primera novel·la i va ser columnista de diversos diaris i revistes.

## Carrera
El 1997, amb 24 anys, Pang va començar 18 mesos d'investigació per a la seva primera novel·la, Fulltime Killer. La novel·la es va fer molt popular, venent més de 100.000 còpies a Hong Kong. Després va ser reelaborat com a programa de ràdio. Johnnie To va adaptar la novel·la a un llargmetratge protagonitzada per Andy Lau el 2001.
Pang va fer el seu debut amb You Shoot, I Shoot (2001).
El seu llargmetratge Love in the Buff va obrir el 36è Festival Internacional de Cinema de Hong Kong, el març de 2012. La pel·lícula és una seqüela de l'èxit romàntic Love in a Puff. Ambdues estrelles Miriam Yeung i Shawn Yue Man-lok. Les pel·lícules s'han agradat a la versió de Hong Kong de la trilogia Abans de....
El febrer de 2019, es va informar que Pang anava a escriure, dirigir i produir una trilogia cinematogràfica basada en la novel·la wuxia de Jin YongThe Deer and the Cauldron a través de la productora Making Films de Pang. Cada pel·lícula estava programada per rebre un pressupost de 80 milions de dòlars.

## Estil i temes
Pang ha estat considerat un dels directors més reconeguts del cinema de Hong Kong. No obstant això, no se sent còmode amb ser categoritzat com a "director de Hong Kong", ja que creu que l'atribució no recull completament la gamma completa de pel·lícules de la indústria.
El crític de cinema de la revista Muse, Perry Lam, ha elogiat Pang per "haver demostrat sovint un talent kafkià per veure l'absurd en les realitats mundanes de la vida quotidiana."

## Opinions personals i polítiques
El 2019, l'actor i partidari de la democràcia Chapman To va publicar en línia que tallaria tots els vincles amb l'antic col·laborador Pang Ho-cheung, per la condemna del director de les protestes a Hong Kong de 2019.

## Vida personal
Pang està casat amb el productor Subi Liang. El 2021, es rumorejava que Pang s'havia traslladat al Canadà amb la seva dona, per les frustracions que envoltaven les lleis de censura xinesa continental.

## Filmografia
| Any  | Títol                 | Director | Guionista | Notes                                                | Referències |
| ---- | --------------------- | -------- | --------- | ---------------------------------------------------- | ----------- |
| 2000 | Undercover Blues      | No       | Sí        | zh: 刑杀之法                                         |             |
| 2000 | Killers               | No       | Sí        | zh: 刀手                                             |             |
| 2001 | The Cheaters          | No       | Sí        | zh: 正将                                             |             |
| 2001 | You Shoot, I Shoot    | Sí       | Sí        | co-escrita amb Vincent Kok                           |             |
| 2003 | Men Suddenly in Black | Sí       | Sí        | co-escrita amb Patrick Kong & Erica Lee              |             |
| 2004 | Beyond Our Ken        | Sí       | Sí        | co-escrita amb Wong Wing-Sze                         |             |
| 2005 | A.V.                  | Sí       | Sí        | co-escrita amb Wenders Li & Sam Chak-Foon            |             |
| 2006 | Isabella              | Sí       | Sí        | co-escrita amb Kearen Pang, Derek Tsang, & Jimmy Wan |             |
| 2007 | Exodus                | Sí       | Sí        | co-escrita amb Cheuk Wan-chi & Jimmy Wan             |             |
| 2007 | Trivial Matters       | Sí       | Sí        | zh: 破事儿                                           |             |
| 2010 | Love in a Puff        | Sí       | Sí        | co-escrita amb Heiward Mak                           |             |
| 2010 | Dream Home            | Sí       | Sí        | co-escrita amb Derek Tsang, & Jimmy Wan Chi-man      |             |
| 2012 | Love in the Buff      | Sí       | Sí        |                                                      | [ 11 ]      |
| 2012 | Vulgaria              | Sí       | Sí        | co-escrita amb Lam Chiu-wing & Luk Yee-sum           |             |
| 2014 | Aberdeen              | Sí       | Sí        |                                                      | [ 12 ]      |
| 2014 | Women Who Flirt       | Sí       | Sí        | co-escrita amb Luk Yee-sum                           |             |
| 2017 | Love Off the Cuff     | Sí       | Sí        | co-escrita amb Luk Yee-sum & Jimmy Wan Chi-man       | [ 5 ]       |
| 2019 | Missbehavior          | Sí       | Sí        | co-escrita amb Sunny Lau                             | [ 13 ]      |

### Productor
- 指甲刀人魔 (curtmetratge) (2010)
- 假戏真做 (curtmetratge) (2010)
- 谎言大作战 (curtmetratge) (2010)
- 爱在微博蔓延时 (curtmetratge) (2010)

### Novel·lista
- Fulltime Killer (2001)

### Actor
- Mysterious Story I: Please Come Back (1999)
- The Faterangers (1999)
- You Shoot, I Shoot (2001)
- Leaving in Sorrow (2001)
- Men Suddenly in Black (2003)